# Shahzada Dawood
Shahzada Dawood (Rawalpindi, 12 de febrero de 1975-Atlántico Norte, 18 de junio de 2023) fue un empresario, inversor y filántropo británico de origen pakistaní. Ejerció como vicepresidente de Engro Corporation, director de Dawood Hercules Corporation, fue miembro de la junta de Prince Charles' Charity, miembro de la junta del instituto SETI y un cargo en la Fundación Dawood. Falleció en la implosión del sumergible turístico Titan en que se dirigía a ver los restos del Titanic.

## Biografía
Dawood habló en el Foro Económico Mundial en varias ocasiones. Fue vicepresidente de Engro Corporation desde 2003. Fideicomisario de la Fundación Dawood, también fue miembro de la Junta Asesora Global de Prince's Trust International, una organización benéfica fundada por Carlos III.
Fue amigo personal del rey Carlos III. Era hijo de Hussain Dawood; él y su padre eran dos de las personas más ricas de Pakistán. Estaba casado con la británica Christine Dawood, con quien tenía dos hijos, Suleman y Alina. Estudió tanto en los Estados Unidos como en Gran Bretaña, obteniendo un M.Sc. en Marketing Textil Global por la Universidad de Filadelfia, en los Estados Unidos, y un LLB por la Universidad de Buckingham, en el Reino Unido.
En junio del 2023, Shahzada Dawood y su hijo Suleman, de diecinueve años, desaparecieron en el incidente del sumergible Titan junto con Hamish Harding, Paul-Henri Nargeolet y Stockton Rush. Todos fallecieron en el accidente.